# Ратуша Гонконга

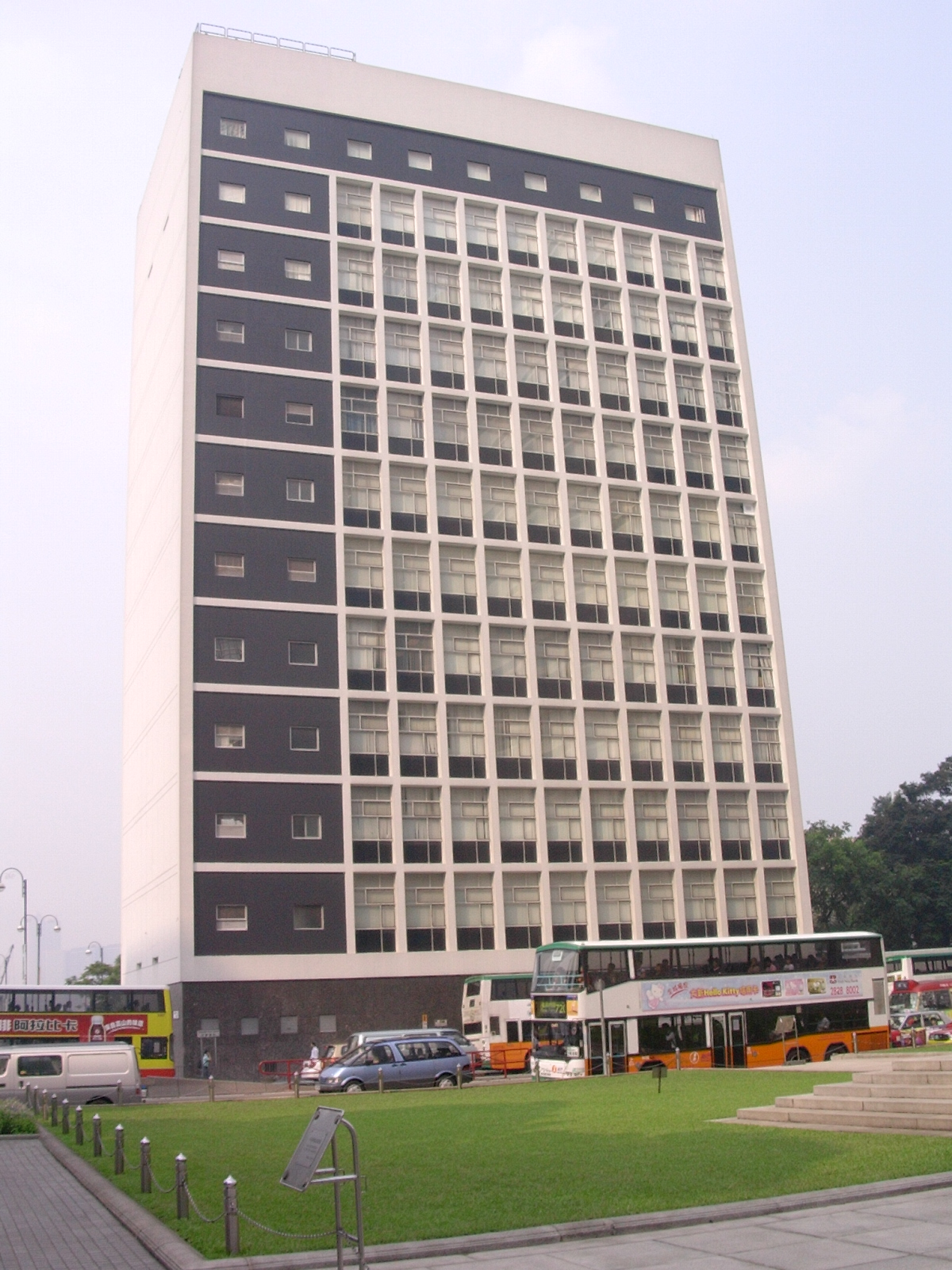
Южный фасад высокого блока ратуши, со стороны Площади Статуи

Ратуша Гонконга (кит. 香港大會堂) — здание, расположенное на Эдинбург-Плейс, Центральный район, Остров Гонконг, Гонконг.
Поскольку Гонконг является «специальным административным районом», а не обычным китайским городом, здесь нет мэра или городского совета; поэтому в ратуше размещается не мэрия, а комплекс, оказывающий муниципальные услуги, включая концертные площадки и библиотеки.
Ратуша находится в ведении правительственного Министерства досуга и культуры. Городской совет Гонконга (UrbCo) управлял ратушей (через Министерство городского обслуживания) и проводил там свои собрания до его роспуска в декабре 1999 года. До своего роспуска Городской совет, выполнявший функции муниципального совета острова Гонконг и Цзюлуна (включая Новый Цзюлун), заседал в нижнем этаже ратуши.

## Первое поколение

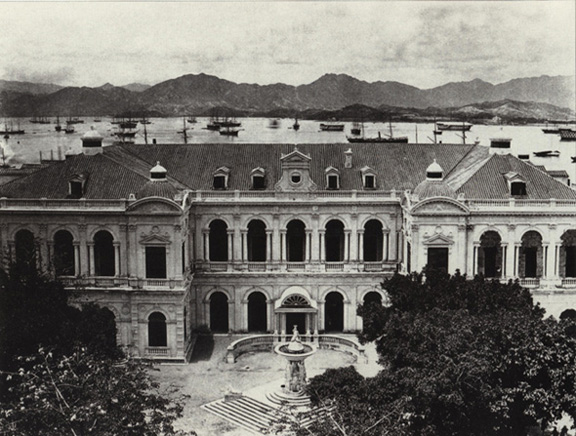
Ратуша в 1869 году, южная сторона, с фонтаном Dent's посередине.

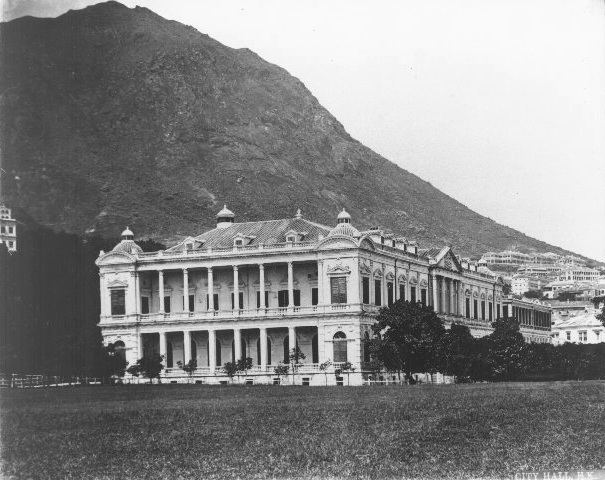
Ратуша около 1875 года, боковой вид на восточный фасад

Первая ратуша Гонконга, которая существовала с 1869 по 1933 год, занимала нынешние места здания штаб-квартиры HSBC в Гонконге (частично) и здания Банка Китая. Она была спроектирована французским архитектором Ахиллом-Антуаном Эрмиттом и была открыта принцем Альфредом, герцогом Эдинбургским, на церемонии 28 июня 1869 года. Нынешнее место здания штаб-квартиры HSBC в Гонконге было частично занято старой ратушей, а частично — зданием HSBC первого и второго поколения.

### Дизайн и функции
Ратуша была построена на правительственной земле, и на её строительство, которое началось в 1866 году, были собраны средства за счёт общественных пожертвований. Двухэтажный зал был спроектирован французским архитектором А. Эрмиттом в стиле неоренессанс с куполами, колоннадами и арками. Помещения, доступные для использования местным сообществом, включают театр, библиотеку, музей и актовые залы. Фонтан, спонсируемый Dent & Co., был расположен в передней (южной стороне) зала. Здание было открыто Его Королевским Высочеством принцем Альфредом, герцогом Эдинбургским, 28 июня 1869 года во время его посещения колонии.
Земля была приобретена Гонконгским банком в 1933 году для штаб-квартиры третьего поколения, так что западная часть ратуши была снесена. Оставшаяся часть была снесена в 1947 году, чтобы освободить место для здания Банка Китая.

## Второе поколение

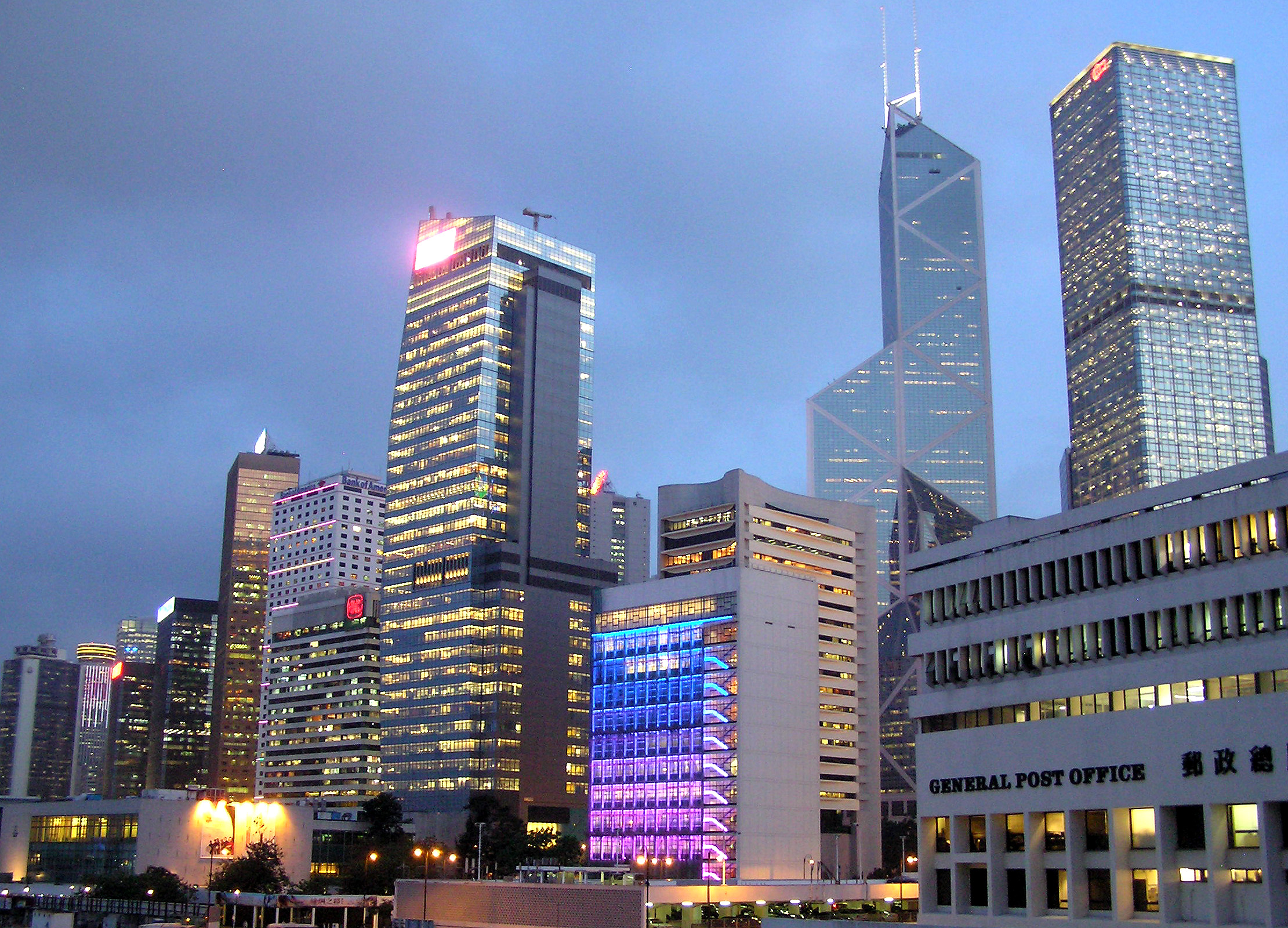
Ратуша и её окрестности

Второй и нынешний комплекс ратуши был построен в конце 1950-х годов на участке земли площадью 10 000 квадратных метров на недавно созданной набережной, примерно в 200 метрах от здания первого поколения.
Церемония закладки первого камня состоялась 25 февраля 1960 года при участии тогдашнего губернатора Роберта Брауна Блэка, который также руководил официальной церемонией открытия 2 марта 1962 года. Ратуша была передана в ведение городского совета. С 2009 года она был включена в список исторических зданий I степени.

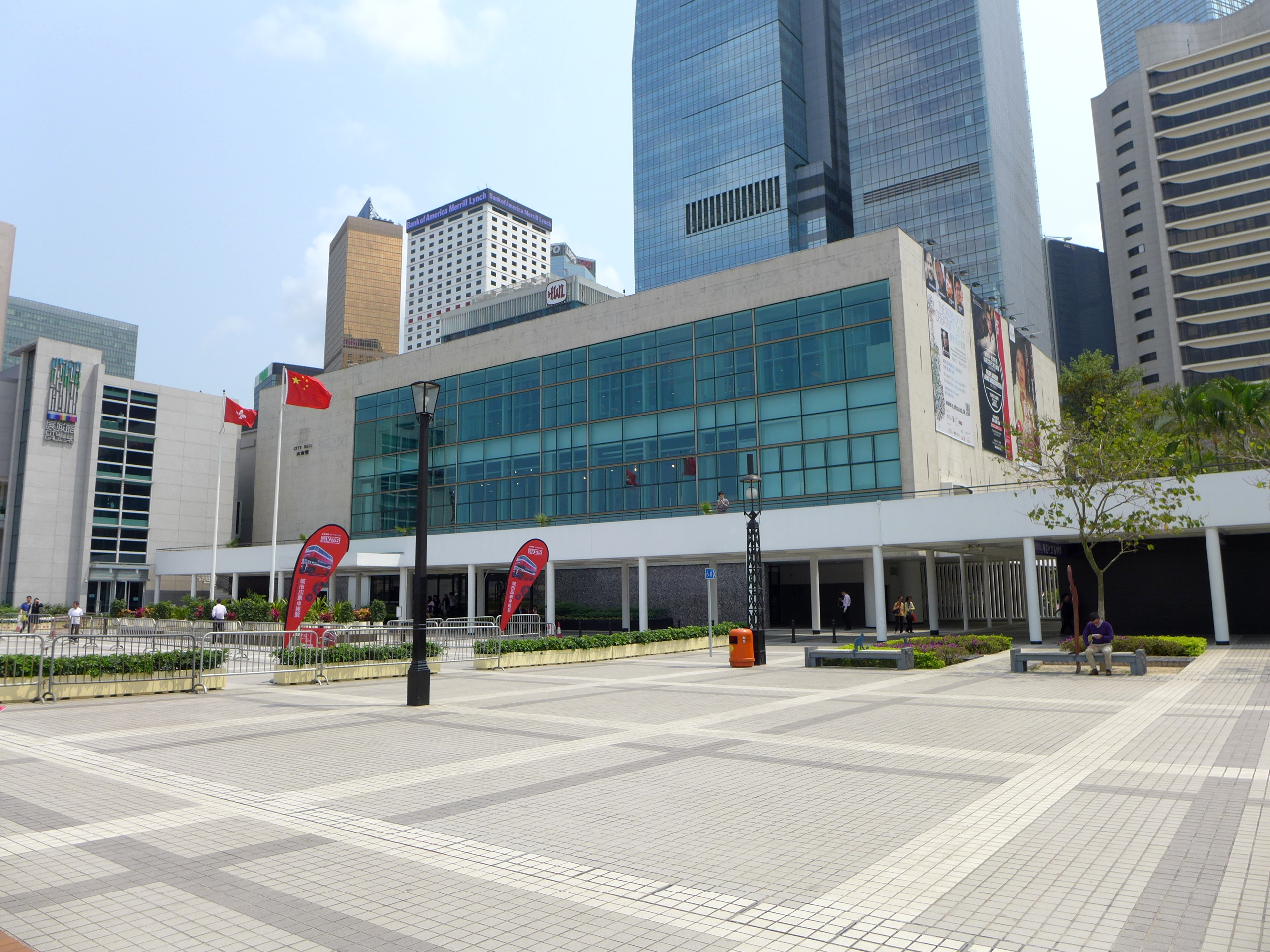
Нижний этаж ратуши
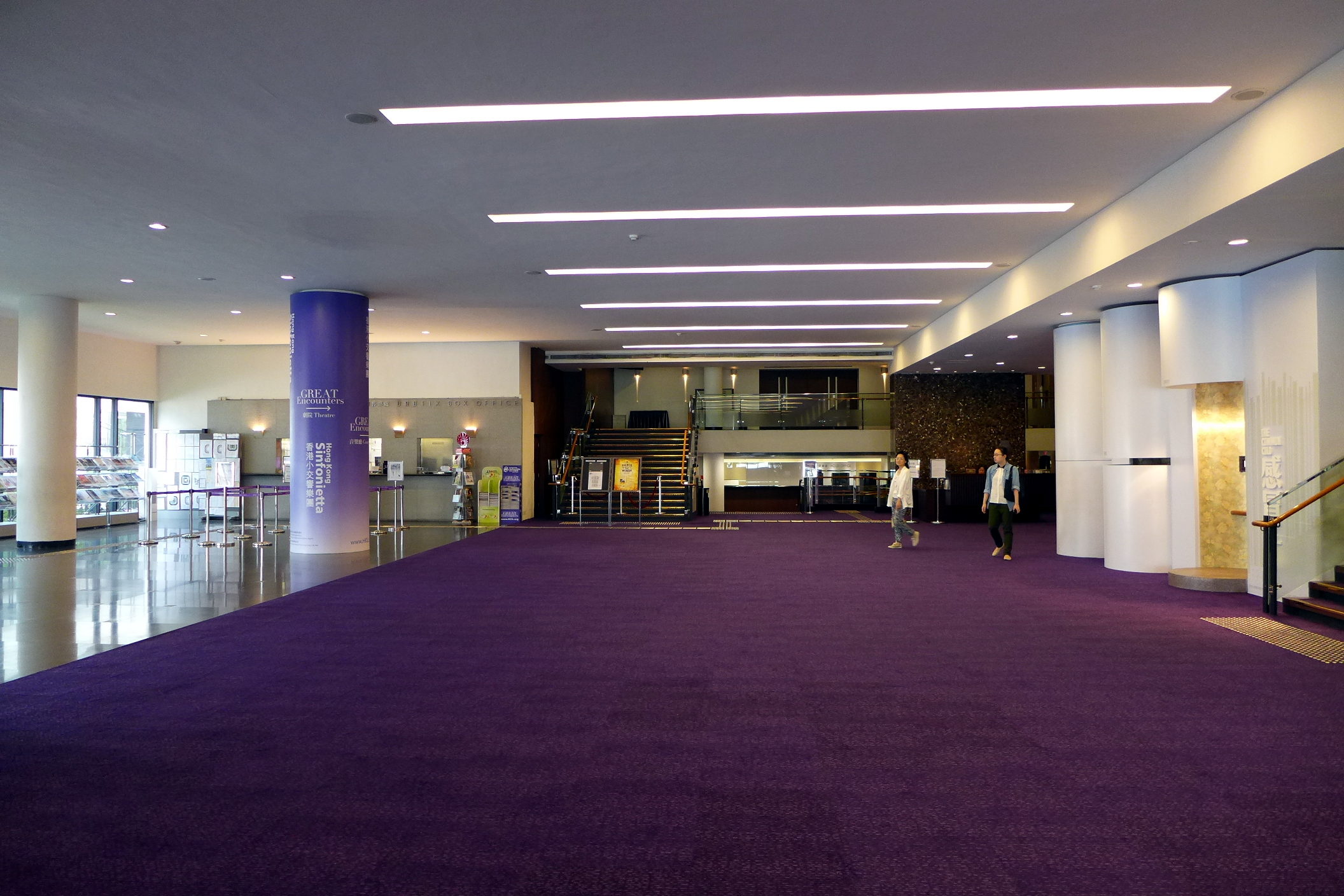
Вестибюль нижнего этажа
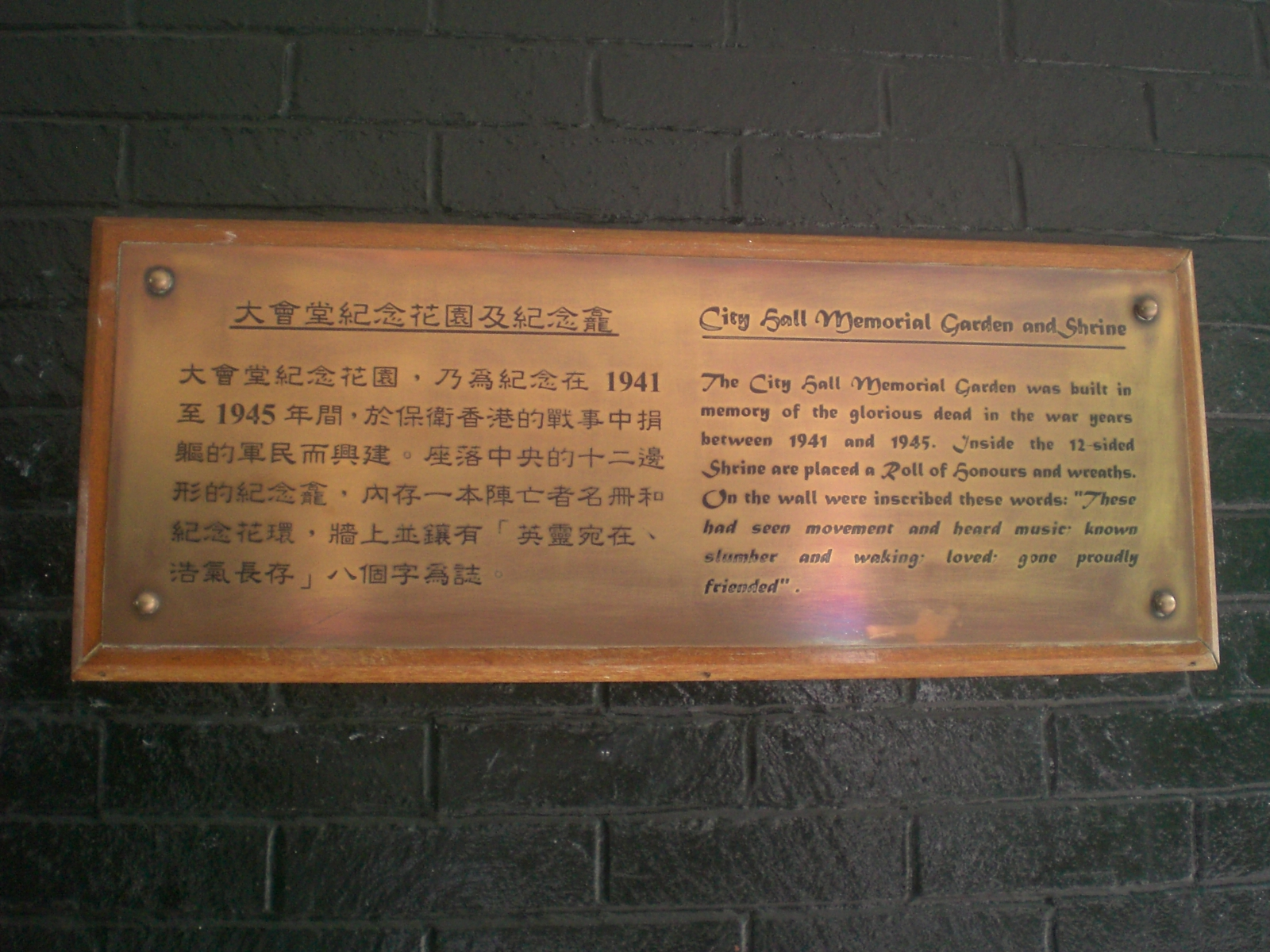
Мемориальная доска, посвящённая всем, кто защищал Гонконг в 1941-1945 годах, у входа в «Мемориальные сады» ратуши Гонконга
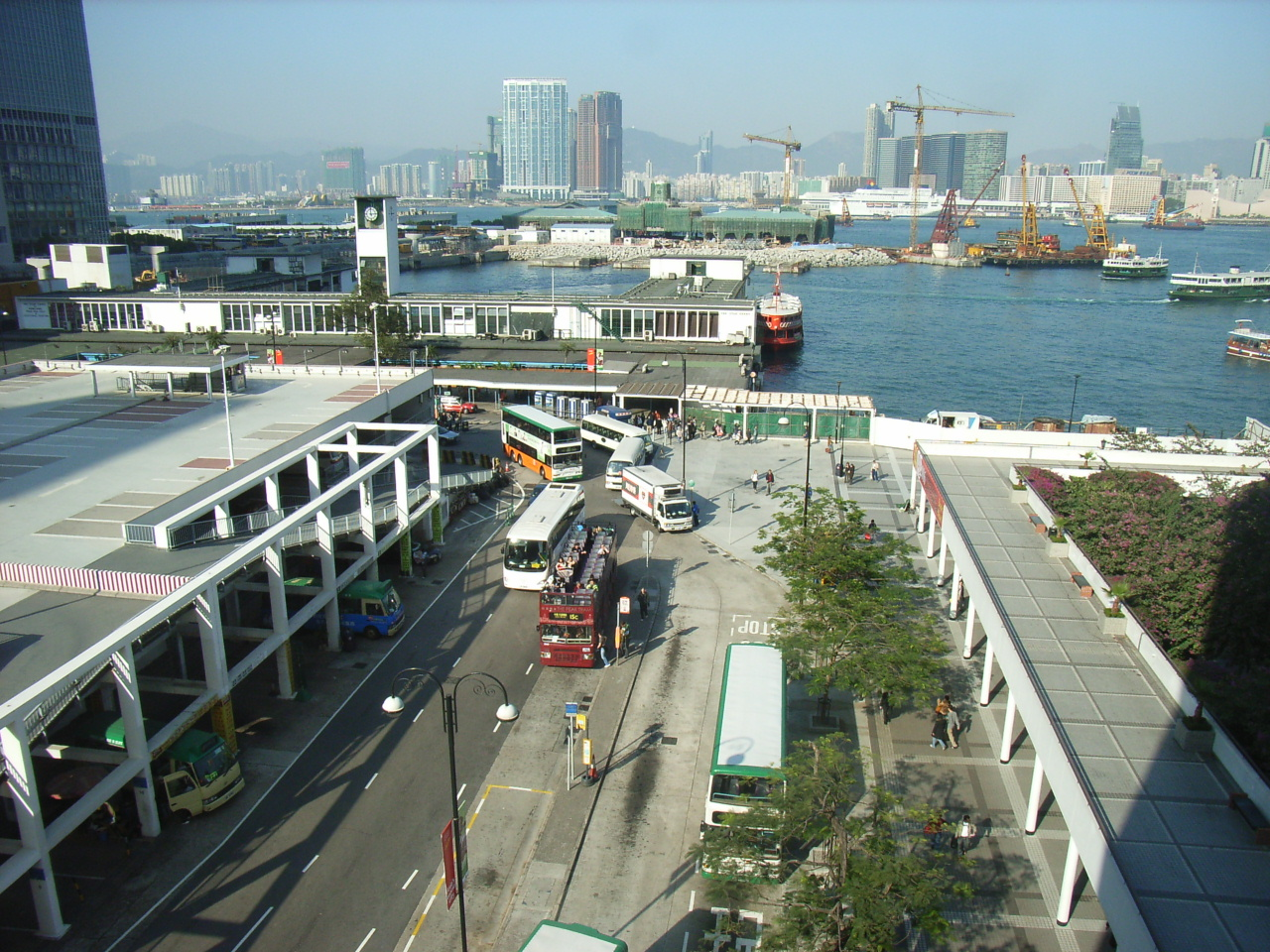
Вид на море с верхнего этажа ратуши, в 2005 году, с всё ещё стоящего Эдинбург-Плейс Ферри Пьер[англ.]

### Дизайн

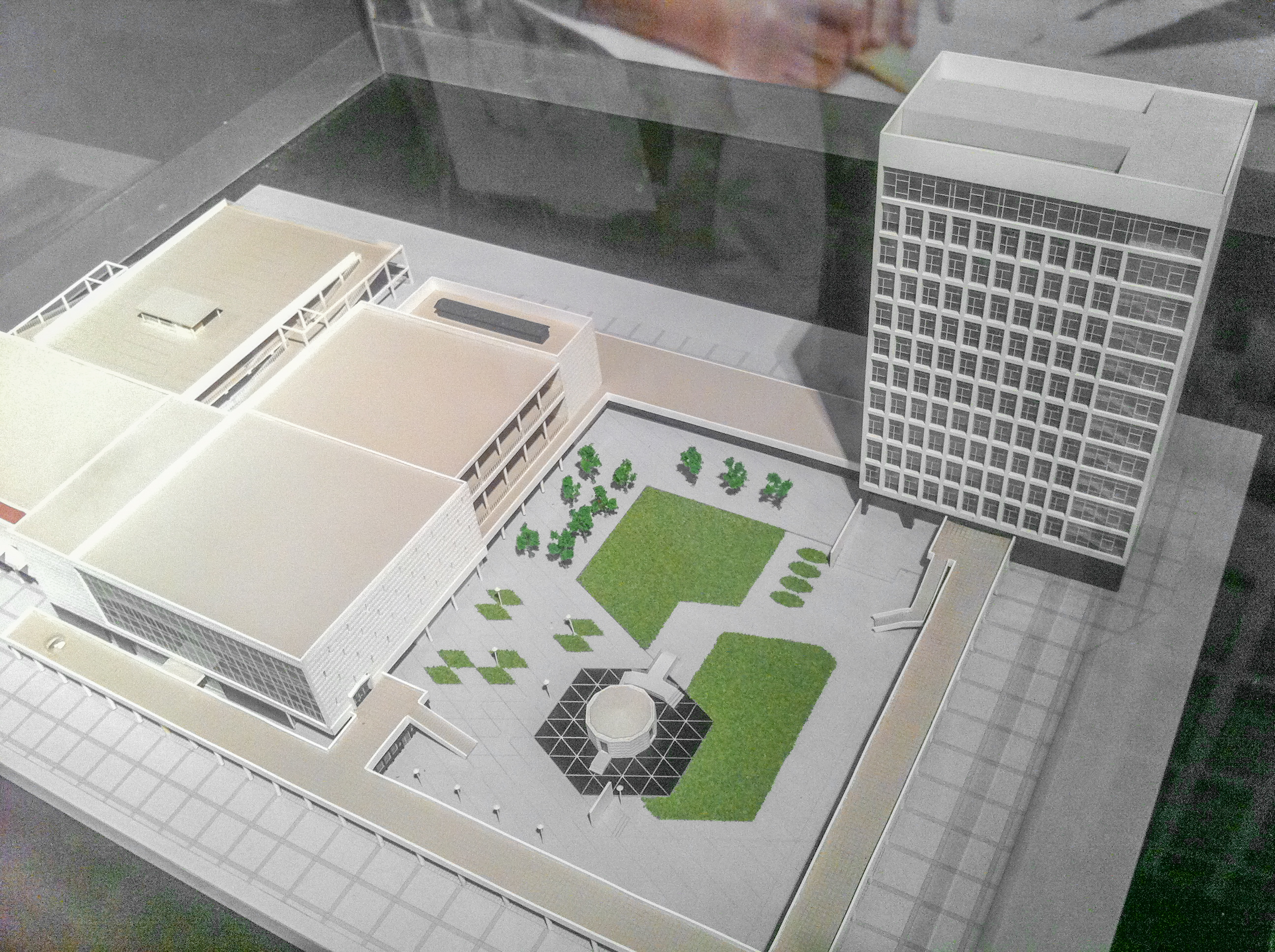
Модель ратуши, с высшим блоком, нижним блоком и садом.

Ратуша была спроектирована между 1956 и 1958 годами британскими архитекторами Роном Филлипсом и Аланом Фитчем. Новый зал с его чистыми линиями и строгими геометрическими формами является образцом модного в то время интернационального стиля. Конструкция была построена из стали и бетона, а большая часть оборудования была из стали, стекла и анодированного алюминия.
Два отдельных блока и сад были спланированы как единое целое по центральной оси. Вход в нижний блок (выставочный зал) ратуши образует ось с пирсом Королевы, чтобы создать особую атмосферу для высокопоставленных гостей. На фасаде нижнего блока ранее был старый герб Гонконга, который был снят перед передачей в 1997 году. Одним из основных соображений было сочетание городской суеты при максимальном доступе публики к окружающей территории. Таким образом, большие общественные зоны Мемориального сада и площади перед ним были задуманы как естественное продолжение, способствующее «свободе передвижения и ощущению безграничного пространства».

### Функции
Самая важная гражданская функция, которую выполняла ратуша, заключалась в том, чтобы провести церемонию приведения к присяге сменяющих друг друга губернаторов после их инаугурации: все губернаторы с 24-го по 28-й принесли здесь свои присяги.
Концертный зал и театр ратуши были важным домом для исполнительского искусства в Гонконге с момента его открытия. Здесь проходил ряд культурных мероприятий, в том числе Гонконгский фестиваль искусств в 1973 году, Азиатский фестиваль искусств в 1976 году, Международный кинофестиваль в Гонконге в 1977 году и Международный карнавал искусств в 1982 году. Конференц-зал бывшего городского совета также находился в нижнем здании ратуши.
В высоком блоке ранее размещалась главная публичная библиотека Гонконга, пока в 2001 году не открылась новая Центральная библиотека. Художественная галерея Гонконга (которая в 1969 году стала Гонконгским музеем искусств) начала функционировать на десятом и одиннадцатом этажах. Гонконгский исторический музей переехал в 1975 году, а Гонконгский музей искусств также переехал из ратуши в 1991 году.
Мемориальный сад ратуши, расположенный в северо-западном квадранте между высоким и низким корпусами, представляет собой обнесённый стеной сад, в котором 12-сторонний двенадцатигранный мемориальный храм посвящён памяти солдат и граждан, погибших при защите Гонконга во время Второй мировой войны. Это популярное место и обязательный фон для фотографий пар, которые празднуют свадьбу в регистратуре ратуши. В Мемориальный храм встроены мемориальный «Свиток почета» и мемориальные доски боевым частям, сражавшимся в Гонконге во время Второй мировой войны (1941—1945). На стенах Мемориального храма начертаны восемь китайских иероглифов, пробуждающих вечный дух Храбрых и Мёртвых. На входных воротах Мемориального сада мэрии изображены полковые эмблемы Корпуса добровольческой обороны Гонконга и Королевского гонконгского полка.
Комплекс также включает трёхэтажную автостоянку на 171 парковочное место, которая также была спроектирована архитекторами Роном Филлипсом и Аланом Фитчем.

## Учреждения
Второй и нынешний комплекс ратуши состоит из двух зданий, сада и трёхэтажной автостоянки.
Мемориальный сад городской ратуши окружает Мемориальный храм Второй Мировой войны.
Высокий блок, 12-этажное здание, находится в юго-западном конце и включает ряд государственных учреждений, в том числе:
- Публичная библиотека ратуши, восьмиэтажное здание, которое в прошлом служило центральной библиотекой Гонконга (с 9 по 11 этаж)
- Выставочная галерея, 260 квадратных футов (24 м2).
- Концертный зал на 111 мест.
- Залы заседаний: два зала заседаний на 40 мест (на 7-м этаже)
- Регистратура брака (на 1 этаже)
- Ресторан быстрого питания, управляемый Maxim's Catering[англ.]: MX

3-этажный низкий блок находится в восточной части, со следующими удобствами:
- Концертный зал на 1434 места и 60 стоячих мест в мезонине.
- Рестораны и кафе, которыми управляет Maxim's Catering[англ.]: континентальная (Deli and Wine), китайская (City Hall Maxim’s Palace) и европейская (City Hall Maxim’s Café) кухни.
- Касса URBTIX
- Выставочный зал, 590 кв. м.
- Театр на 463 места.
- Магазин исполнительского искусства

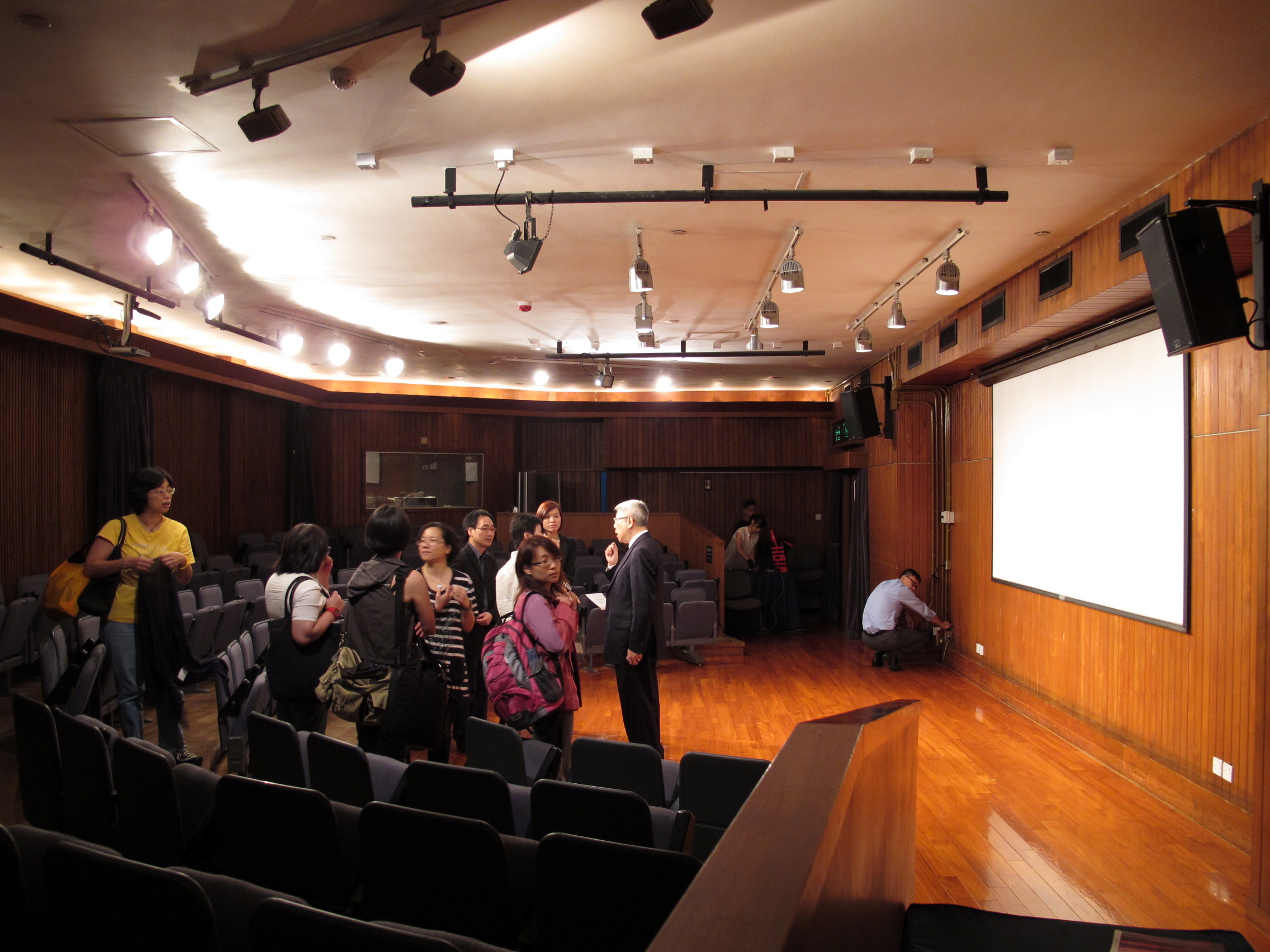
Театр в высоком блоке
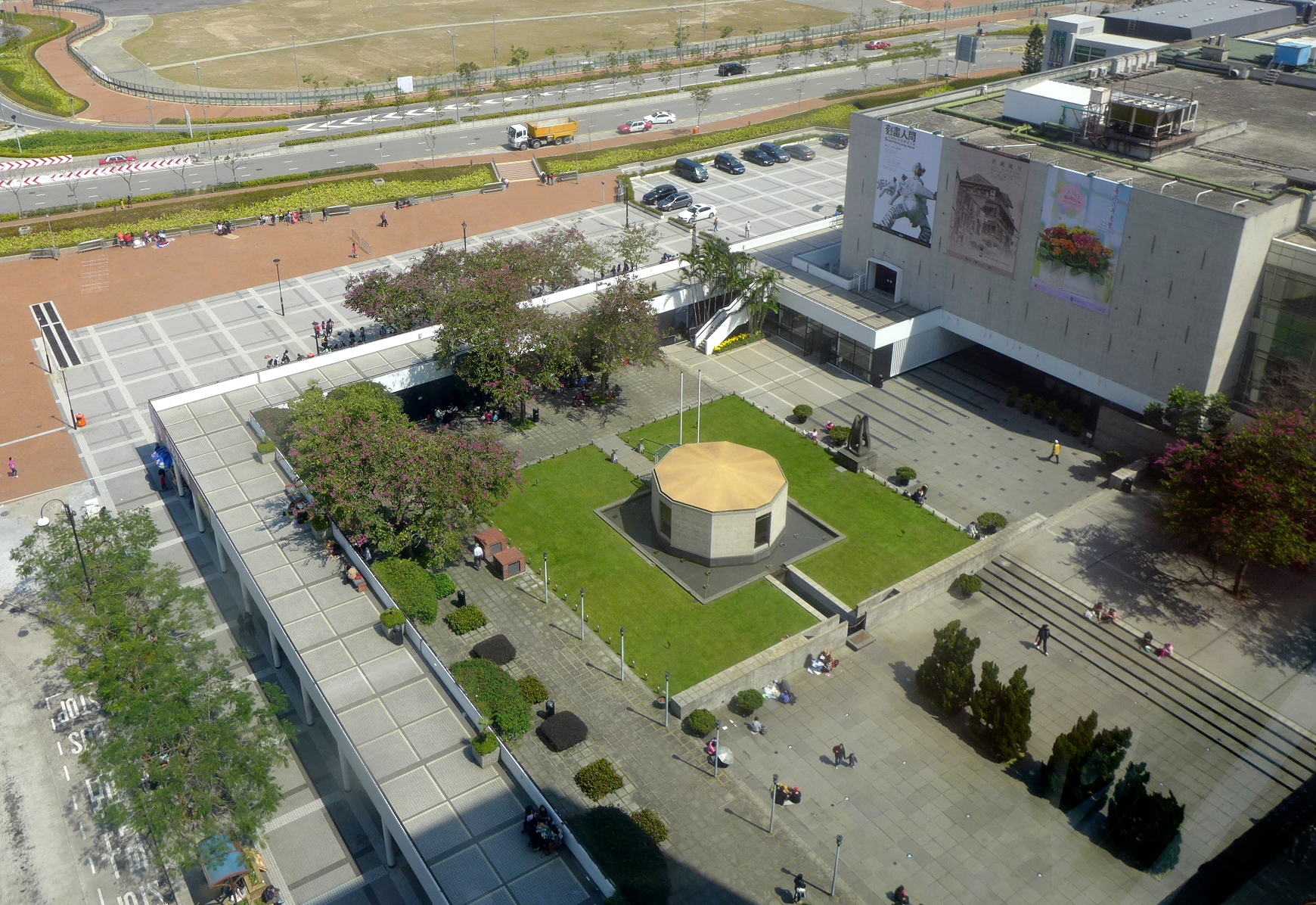
Мемориальный сад ратуши
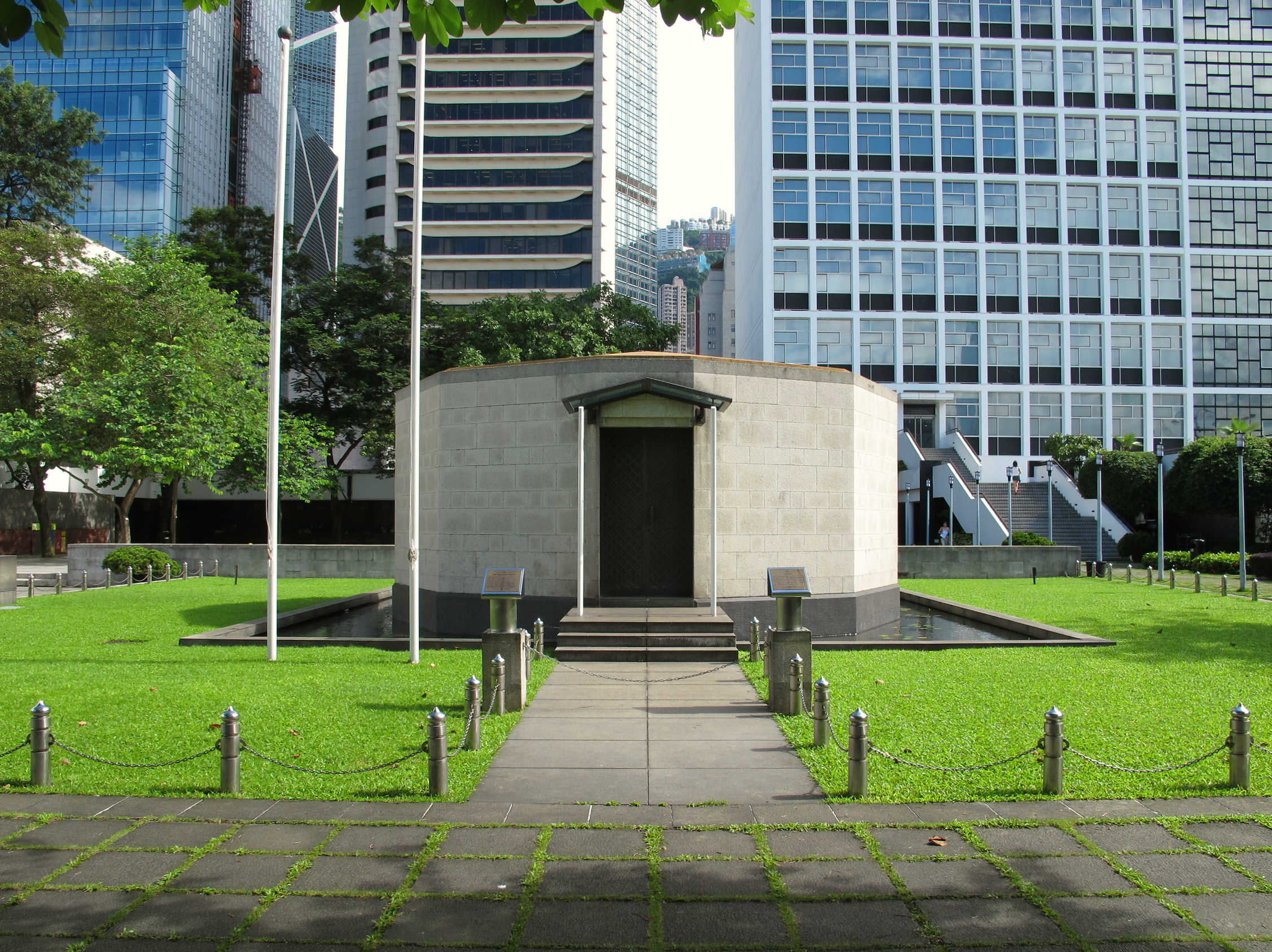
Военный мемориальный храм в мемориальном саду